# Зігфрід Пунт
Зігфрід Пунт (нім. Siegfried Punt; 26 лютого 1881 — 5 жовтня 1960) — німецький офіцер, контрадмірал крігсмаріне.

## Біографія
12 квітня 1898 року вступив на флот. Учасник Першої світової війни. Після демобілізації армії залишений на флоті. 30 листопада 1928 року звільнений у відставку.
24 травня 1939 року переданий в розпорядження крігсмаріне. З 12 березня 1941 року — представник державної фабрики озброєнь в Конгсберзі. З 1 липня 1942 року — головний директор військово-морських верфей Бордо. 23 листопада 1942 року переданий в розпорядження ОКМ.

## Сім'я
Був одружений, мав 5 дітей.

## Звання
- Кадет (12 квітня 1898)
- Морський кадет (1 січня 1899)
- Фенріх-цур-зее (18 квітня 1899)
- Лейтенант-цур-зее (15 квітня 1902)
- Оберлейтенант-цур-зее (1 квітня 1904)
- Капітан-лейтенант (14 квітня 1908)
- Корветтен-капітан (27 січня 1916)
- Фрегаттен-капітан (1 квітня 1921)
- Капітан-цур-зее (1 листопада 1923)
- Контрадмірал запасу (30 листопада 1928)
- Контрадмірал до розпорядження (1 жовтня 1942)

## Нагороди
- Орден Червоного орла 4-го класу (21 вересня 1914)
- Залізний хрест 2-го і 1-го класу
- Військовий Хрест Фрідріха-Августа (Ольденбург) 2-го і 1-го класу
- Хрест «За вислугу років» (Пруссія)
- Почесний хрест ветерана війни з мечами